# Suleiman Kangangi
Suleiman Waithuweka Kangangi, né le 9 décembre 1988 à Eldoret et mort le 27 août 2022 dans le Vermont, est un coureur cycliste kényan.

## Biographie
En 2011, Suleiman Kangangi prend notamment la douzième place du Tour du Rwanda. Trois ans plus tard, il représente le Kenya lors des Jeux du Commonwealth,. 
En 2016, il évolue au sein de l'équipe continentale Kenyan Riders Downunder, qui a pour ambition de devenir la première équipe d'Afrique subsaharienne à participer au Tour de France. Bon grimpeur, il se classe huitième du Tour d'Éthiopie Meles Zenawi et neuvième du Tour de l'Ijen. Il se distingue également lors du Tour du Rwanda en terminant deuxième d'une étape et dixième du classement général. 
En 2017, il rejoint l'équipe allemande Bike Aid, avec ses compatriotes Geoffrey Langat et Salim Kipkemboi. Tout comme l'an dernier, il obtient ses meilleurs résultats dans des courses par étapes. Il finit troisième du Tour du lac Poyang et du Tour du Rwanda, huitième du Tour du Cameroun ou encore neuvième du Tour Meles Zenawi. L'année suivante, il se classe huitième de l'étape reine du Sharjah Tour et dix-septième de la Tropicale Amissa Bongo.
Victime d'une chute lors de la Vermont Overland, une course de gravel, il succombe à ses blessures le 28 août 2022 à l'âge de 33 ans.

## Palmarès
- 2016
  - Gaitimayo Forest Challenge
  - Tour de Machakos :
    - Classement général[10]
    - 2e étape[11]
- 2017
  - 3e du Tour du lac Poyang
  - 3e du Tour du Rwanda
- 2018
  - Great Rift Valley Challenge
  - Tour de Machakos :
    - Classement général
    - 1re, 3e (contre-la-montre par équipes) et 4e étapes
- 2019
  - 1re étape du Madaraka Day Challenge
- 2020
  - Southern Bypass Time Trial
  - Eddie Njoroge Memorial
  - Jamhuri ya Mashuru :
    - Classement général
    - 1re étape (contre-la-montre)

## Classements mondiaux
| Année           | 2016   | 2017 | 2018 |
| --------------- | ------ | ---- | ---- |
| UCI Africa Tour | 185e   | 162e | 89e  |
| UCI Asia Tour   | 538e   |      | 413e |
| UCI Europe Tour | 1 737e |      |      |